# Асп Йенсен, Йонатан
Йо́натан Асп Йе́нсен (дат. Jonathan Asp Jensen; род. 14 января 2006, Gauerslund, Южная Дания) — датский футболист, атакующий полузащитник клуба «Бавария», выступающий на правах аренды за клуб «Грассхоппер».

## Клубная карьера
Асп Йенсен — воспитанник клубов «Гауэрслунн», «Вайле» и «Мидтьюлланн». В 2022 году игрок подписал контракт с немецкой «Баварией», где начал выступать за молодёжный и дублирующий состав. 12 мая в матче против «Вольфсбурга» он дебютировал за основной состав в Бундеслиге.